# Cubaris claytonensis
Cubaris claytonensis is een pissebed uit de familie Armadillidae. De wetenschappelijke naam van de soort is voor het eerst geldig gepubliceerd in 1917 door Charles Chilton.